# لاوندالي (كاليفورنيا)
لاوندالي (بالإنجليزية: Lawndale)‏ هي إحدى مدن مقاطعة لوس أنجليس، كاليفورنيا. تم إعطاءها لقب مدينة في 28 ديسمبر، 1959.

## التركيبة السكانية
حدّد مكتب تعداد الولايات المتحدة بيانات التركيبة السكانية للاوندالي في تعداد الولايات المتحدة. في ما يلي، التركيبة السكانية حسب تعدادي 2000 و2010.

### تعداد عام 2000
بلغ عدد سكان لاوندالي 31,711 نسمة بحسب تعداد عام 2000، وبلغ عدد الأسر 9,555 أسرة وعدد العائلات 7,025 عائلة مقيمة في المدينة. في حين سجلت الكثافة السكانية 6,205.7 نسمة لكل كيلومتر مربع (16,072.7/ميل2). وبلغ عدد الوحدات السكنية 9,869 وحدة بمتوسط كثافة قدره 1,931.3 لكل كيلومتر مربع (5,002.0/ميل2).
وتوزع التركيب العرقي للمدينة بنسبة 42.24% من البيض و12.61% من الأمريكيين الأفارقة و0.99% من الأمريكيين الأصليين و9.63% من الأمريكيين ذوي الأصول الآسيوية و0.91% من سكان جزر المحيط الهادئ و27.07% من الأعراق الأخرى و6.55% من عرقين مختلطين أو أكثر و52.08% من الهسبانيون أو اللاتينيون من أي عرق.
بلغ عدد الأسر 9,555 أسرة كانت نسبة 51.1% منها لديها أطفال تحت سن الثامنة عشر تعيش معهم، وبلغت نسبة الأزواج القاطنين مع بعضهم البعض 45.8% من أصل المجموع الكلي للأسر، ونسبة 19% من الأسر كان لديها معيلات من الإناث دون وجود شريك، بينما كانت نسبة 8.7% من الأسر لديها معيلون من الذكور دون وجود شريكة وكانت نسبة 26.5% من غير العائلات. تألفت نسبة 18.8% من أصل جميع الأسر من عدة أفراد يعيشون في نفس المنزل ونسبة 4.5% كانت تتألف من شخص يعيش بمفرده يبلغ من العمر 65 عاماً أو أكثر. وبلغ متوسط حجم الأسرة المعيشية 3.31، أما متوسط حجم العائلات فبلغ 3.80.
بلغ العمر الوسطي للسكان 29.3 عاماً. وكانت نسبة 31.8% من القاطنين تحت سن الثامنة عشر، وكانت نسبة 10.2% بين الثامنة عشر والرابعة والعشرين عاماً، ونسبة 35.7% كانت واقعةً في الفئة العمرية ما بين الخامسة والعشرين والرابعة والأربعين عاماً، ونسبة 16.4% كانت ما بين الخامسة والأربعين والرابعة والستين، ونسبة 5.6% كانت ضمن فئة الخامسة والستين عاماً فما فوق. يوجد لكل 100 أنثى 102.1 ذكر، ويوجد لكل 100 أنثى في الثامنة عشر من عمرها فما فوق 98.9 ذكر.
بلغ متوسط دخل الأسرة في المدينة 39,012 دولارًا، أما متوسط دخل العائلة فبلغ 37,909 دولارًا. وكان متوسط دخل الذكور 29,033 دولارًا مقابل 29,025 دولارًا للإناث. وسجل دخل الفرد الخاص بالمدينة 13,702 دولارًا. وكانت نسبة 14.3% من العائلات ونسبة 17.3% من السكان تحت خط الفقر، وكان من هؤلاء نسبة 22.8% تحت سن الثامنة عشر ونسبة 6.6% في الخامسة والستين من العمر وما فوق.

### تعداد عام 2010
بلغ عدد سكان لاوندالي 32,769 نسمة بحسب تعداد عام 2010، وبلغ عدد الأسر 9,681 أسرة وعدد العائلات 7,161 عائلة مقيمة في المدينة. في حين سجلت الكثافة السكانية 6,412.7 نسمة لكل كيلومتر مربع (16,608.8/ميل2). وبلغ عدد الوحدات السكنية 10,151 وحدة بمتوسط كثافة قدره 1,986.5 لكل كيلومتر مربع (5,145.0/ميل2).
وتوزع التركيب العرقي للمدينة بنسبة 43.56% من البيض و10.13% من الأمريكيين الأفارقة و0.92% من الأمريكيين الأصليين و9.98% من الأمريكيين ذوي الأصول الآسيوية و1.12% من سكان جزر المحيط الهادئ و28.61% من الأعراق الأخرى و5.69% من عرقين مختلطين أو أكثر و61.04% من الهسبانيون أو اللاتينيون من أي عرق.
بلغ عدد الأسر 9,681 أسرة كانت نسبة 46.6% منها لديها أطفال تحت سن الثامنة عشر تعيش معهم، وبلغت نسبة الأزواج القاطنين مع بعضهم البعض 46.1% من أصل المجموع الكلي للأسر، ونسبة 18.7% من الأسر كان لديها معيلات من الإناث دون وجود شريك، بينما كانت نسبة 9.1% من الأسر لديها معيلون من الذكور دون وجود شريكة وكانت نسبة 26% من غير العائلات. تألفت نسبة 18.2% من أصل جميع الأسر من عدة أفراد يعيشون في نفس المنزل ونسبة 4.6% كانت تتألف من شخص يعيش بمفرده يبلغ من العمر 65 عاماً أو أكثر. وبلغ متوسط حجم الأسرة المعيشية 3.37، أما متوسط حجم العائلات فبلغ 3.84.
بلغ العمر الوسطي للسكان 31.9 عاماً. وكانت نسبة 27.2% من القاطنين تحت سن الثامنة عشر، وكانت نسبة 11.4% بين الثامنة عشر والرابعة والعشرين عاماً، ونسبة 32.2% كانت واقعةً في الفئة العمرية ما بين الخامسة والعشرين والرابعة والأربعين عاماً، ونسبة 22.3% كانت ما بين الخامسة والأربعين والرابعة والستين، ونسبة 6.9% كانت ضمن فئة الخامسة والستين عاماً فما فوق. وتوزع التركيب الجنسي للسكان بنسبة 50.3% ذكور و49.7% إناث.

## أعلام
- هال ميتشيل

## الموقع الجغرافي
الموقع الجغرافي للمناطق المحيطة بهذه النقطة هو كالتالي: